# Ulica Lwowska w Krakowie
Ulica Lwowska – ulica w Krakowie, w dzielnicy XIII Podgórze, w Podgórzu.
Łączy ulicę Na Zjeździe z ulicą Bolesława Limanowskiego. Jest jednojezdniowa.

## Historia
W czasach średniowiecza w miejscu obecnej ulicy Lwowskiej, przebiegała najkrótsza droga z salin wielickich do portu wiślanego. Pod koniec XVIII wieku w czasie lokacji Podgórza, wytyczono obecną ulicę Lwowską i nazwano ją wtedy ulicą Salinarną. Na początku XX wieku ulicę przemianowano na ulicę Juliusza Słowackiego, zaś w 1917 roku przywrócono jej ponownie nazwę ulicy Salinarnej. 
Zmiana nazwy była także konieczna. W 1915 roku Podgórze włączono do Krakowa i należało wówczas usunąć powtarzające się nazwy ulic. W roku 1935 (gdy pobliską ul. Lwowską przemianowano na ul. Bolesława Limanowskiego), nadano dotychczasowej ul. Salinarnej nazwę ul. Lwowskiej.

## Zabudowa
Po wschodniej stronie ulicy:
- ul. Lwowska 2 – kamienica. Projektował Stanisław Serkowski, 1887–1888.
- ul. Lwowska 4 – kamienica. Projektował Stanisław Serkowski 1886–1888.
- ul. Lwowska 6 – kamienica. Projektował J. Donheiser, 1893[a].
- ul. Lwowska 10 – chałupa, XX wiek.
- ul. Lwowska 16 – kamienica. Projektował Stanisław Serkowski, 1885–1886.
- ul. Lwowska 18 – kamienica, 1870.
- ul. Lwowska 30 – willa właściciela dawnej fabryki cukierków "Kryształ"[2]. Projektował Stanisław Serkowski, 1889–1891.

Po zachodniej stronie ulicy:
- ul. Lwowska 17 – kamienica, 1894.
- Opracowano na podstawie źródła: Gminnej ewidencji zabytków – Kraków[4].

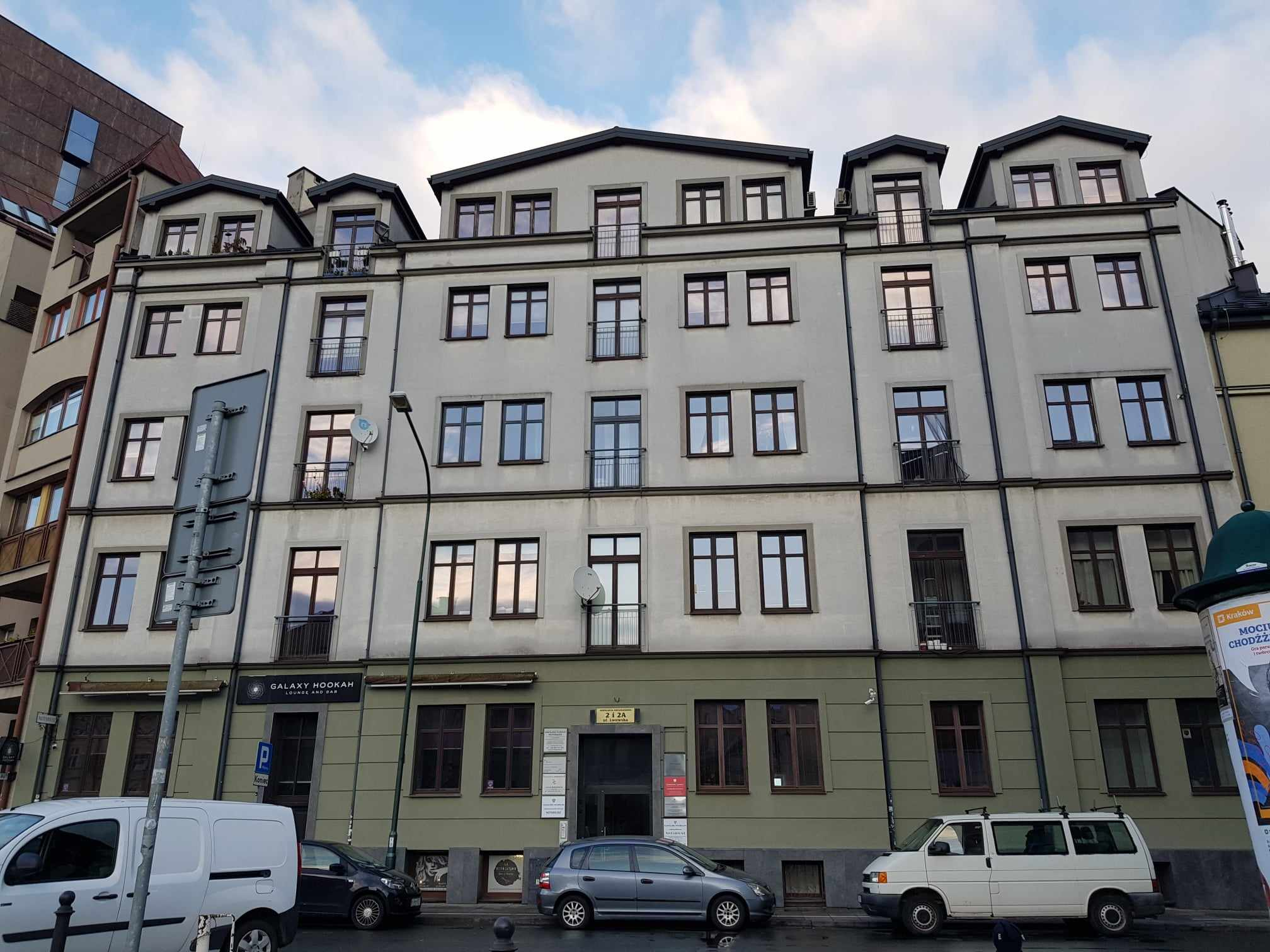
ul. Lwowska 2 Kamienica (proj. Stanisław Serkowski, 1887–1888)
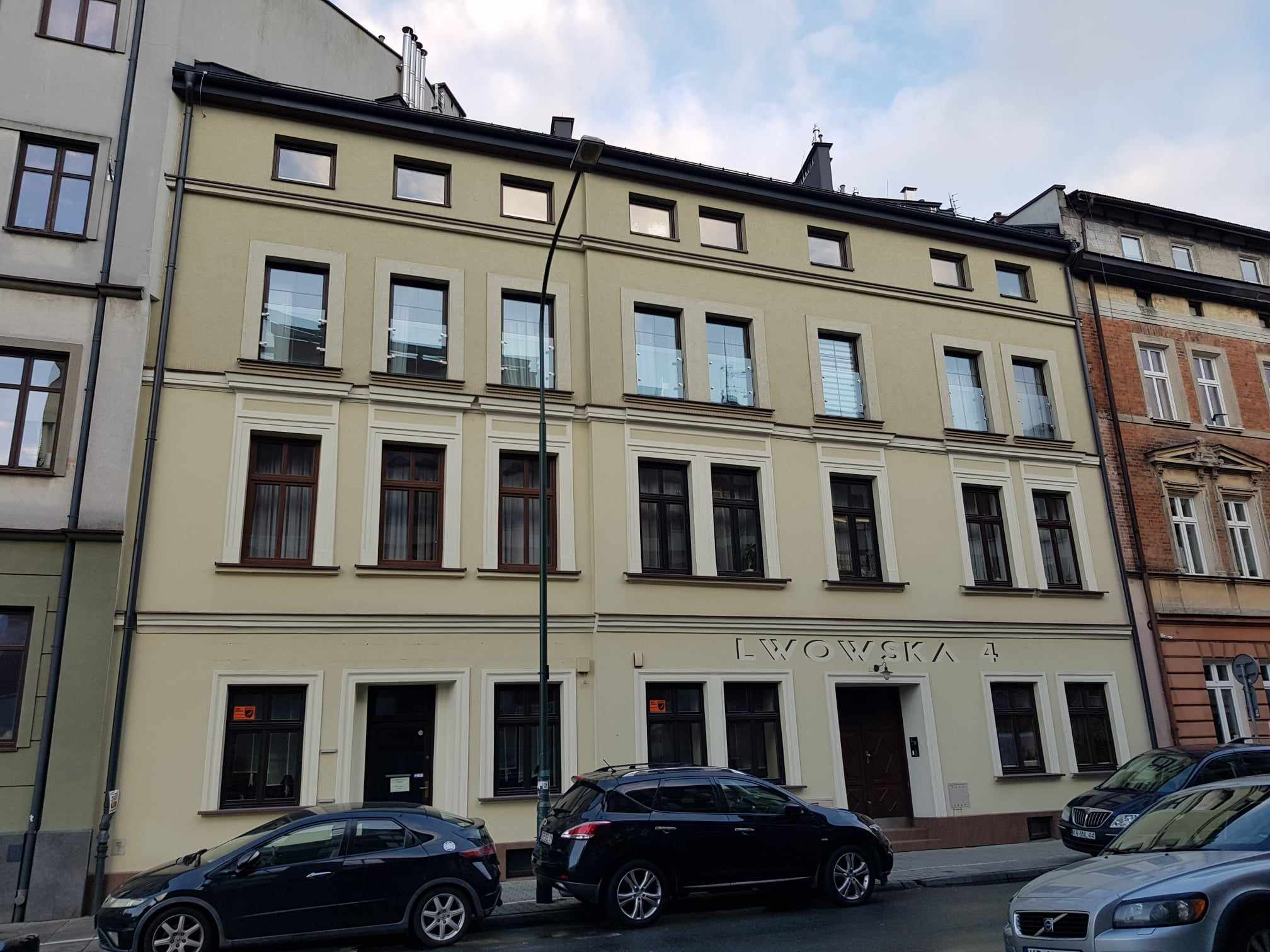
ul. Lwowska 4 Kamienica (proj. Stanisław Serkowski, 1886–1888)
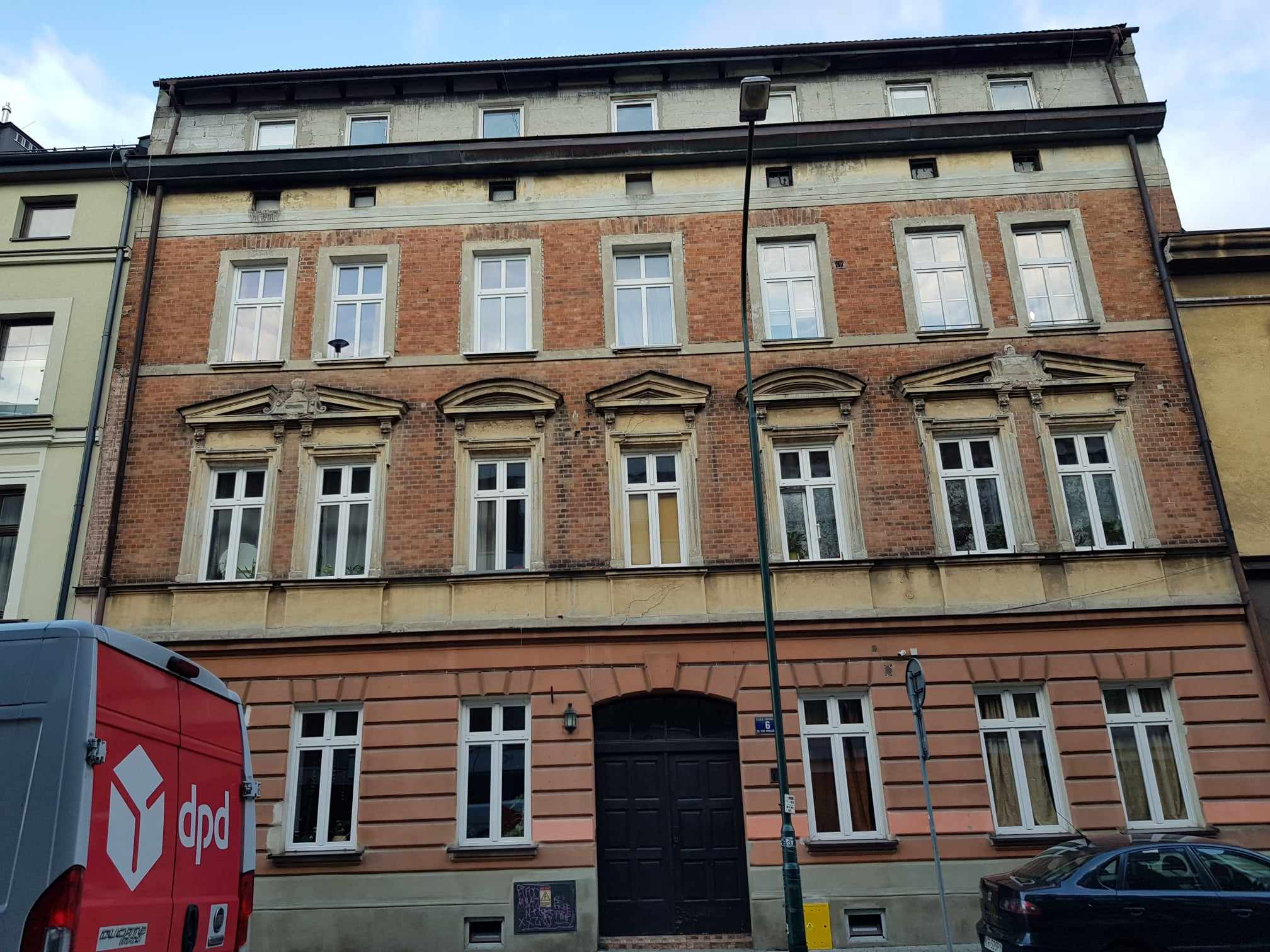
ul. Lwowska 6 Kamienica (proj. J. Donheiser, 1893)
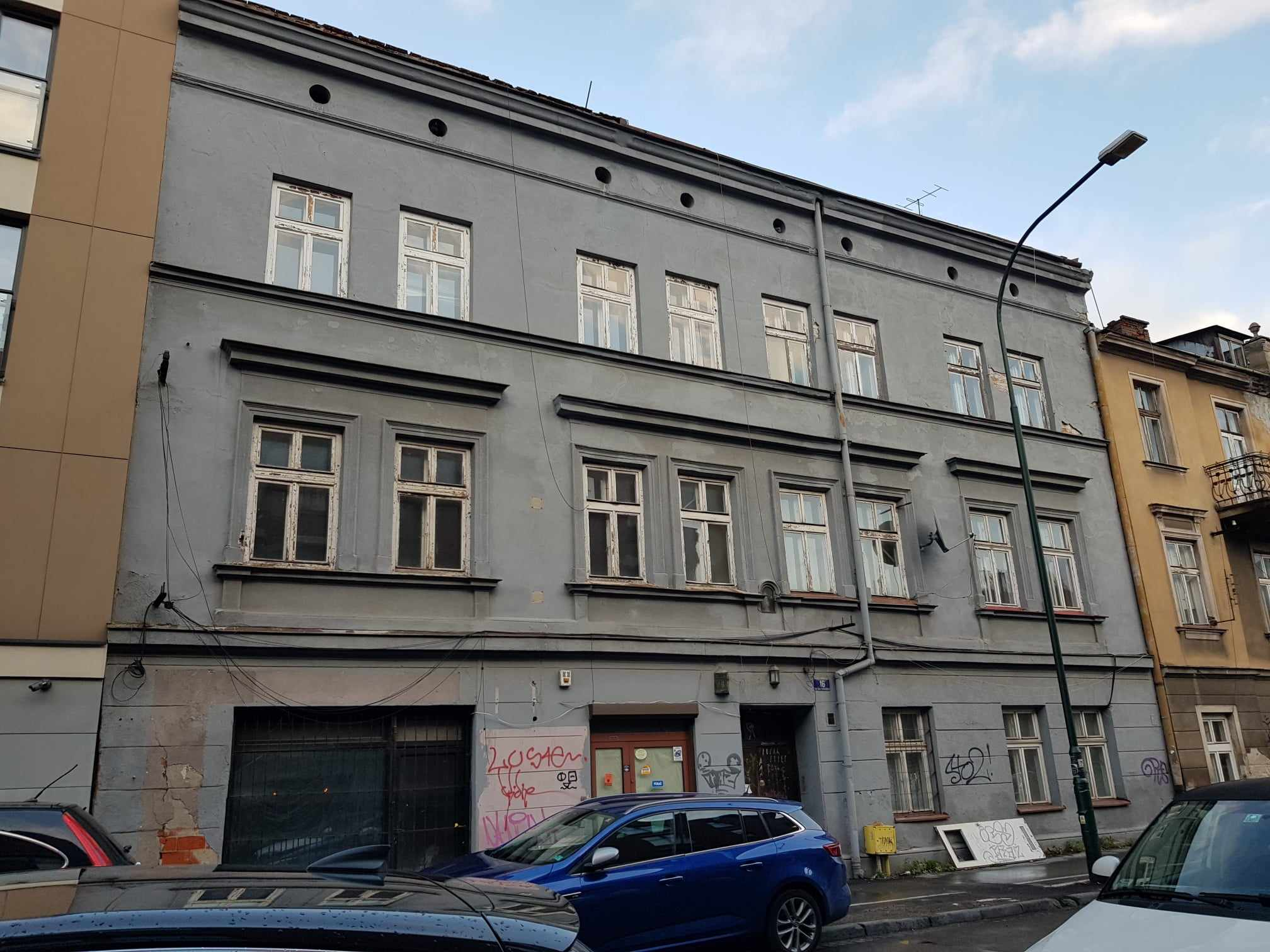
ul. Lwowska 16 Kamienica (proj. Stanisław Serkowski, 1885–1886)
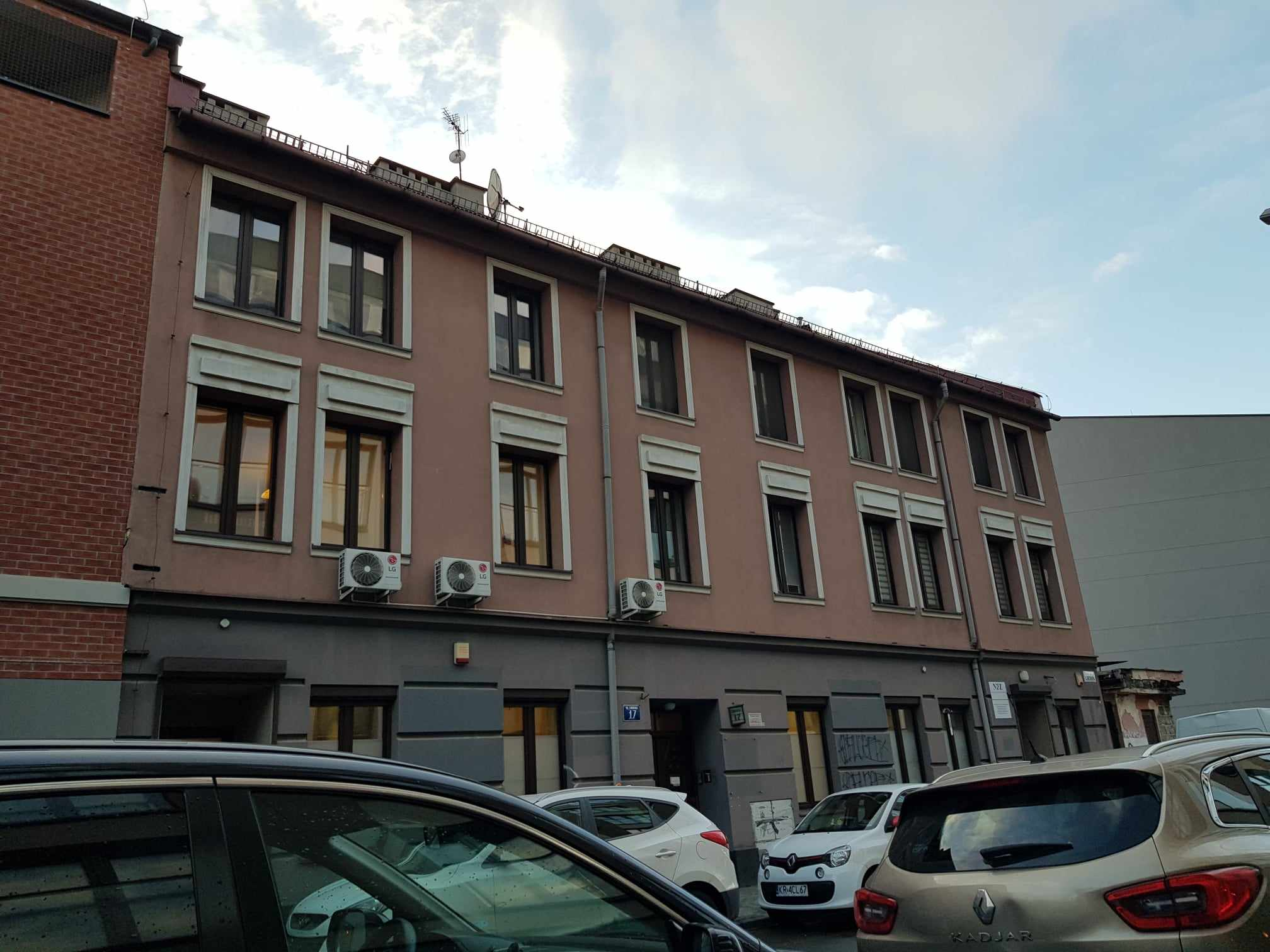
ul. Lwowska 17 Kamienica (1894)
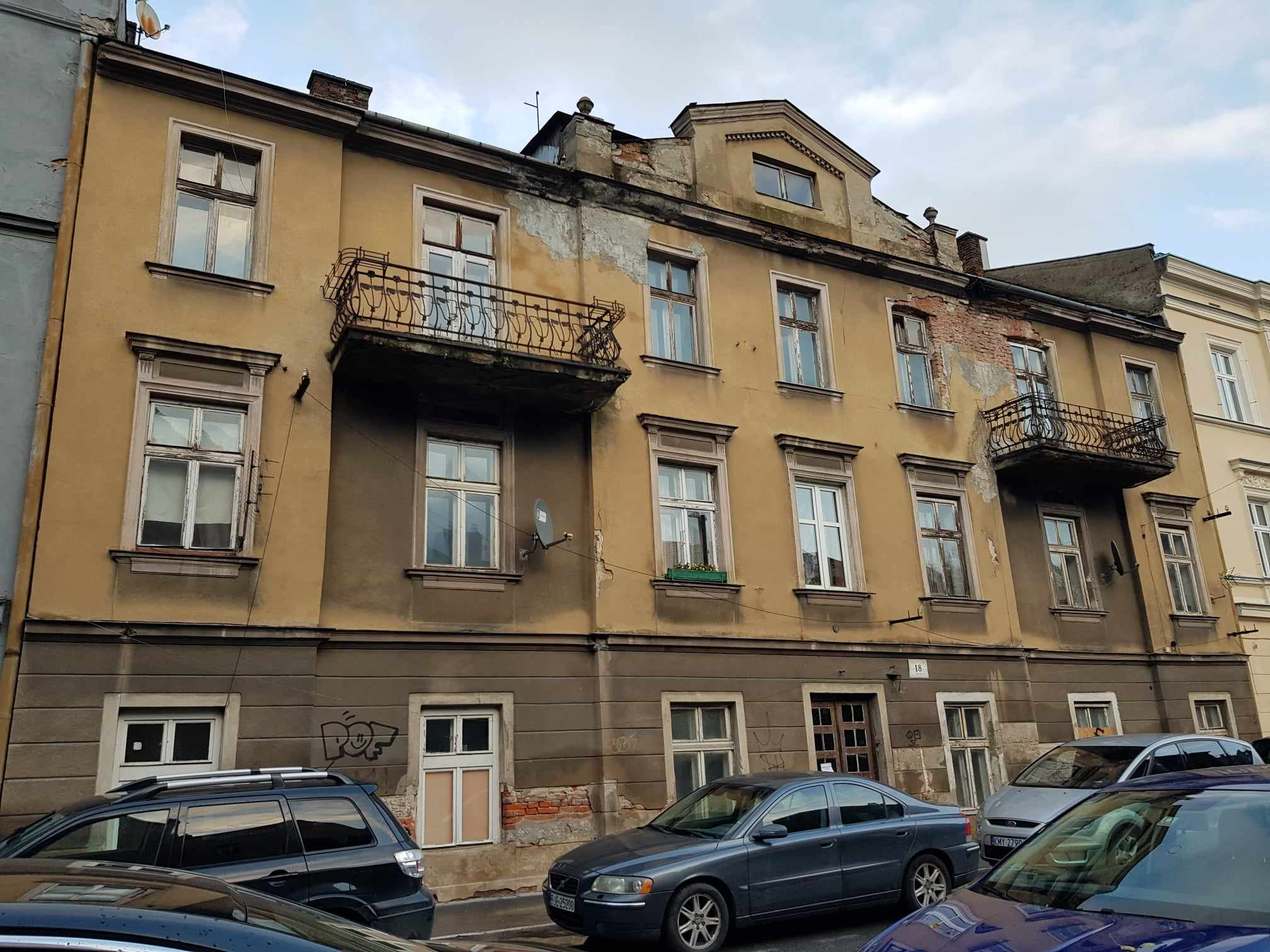
ul. Lwowska 18 Kamienica (1870)